# Drosophila clarinervis
Drosophila clarinervis är en tvåvingeart som beskrevs av Masanori Joseph Toda 1986. Drosophila clarinervis ingår i släktet Drosophila och familjen daggflugor.
Artens utbredningsområde är Myanmar.